# Distrito de Lubombo
Lumbombo es uno de los cuatro distritos de Suazilandia, está localizado al este del país. Tiene una superficie de 5.947 km² y una población de 194.217 habitantes en 2010. Su capital es la ciudad de Siteki.

## Organización político-administrativa
Lubombo está dividido en 11 tikhundlas, cada uno de los cuales elige su representante en la Asamblea del Libandla. Cada tikhundla está dividido a su vez en varios imiphakatsi:
- Tikhundla Dvokodvweni: Enjabulweni, Etjedze, Malindza, Mampempeni, Mdumezulu, Mhlangatane, Sigcaweni.
- Tikhundla Hlane: Hlane, Khuphuka, Ntandweni, Sikhuphe.
- Tikhundla Lomahasha: Lomahasha, Mafucula, Shewula, Tsambokhulu.
- Tikhundla Lugongolweni: Langa, Makhewu, Mlindazwe, Sitsatsaweni.
- Tikhundla Matsanjeni: Lukhetseni, Mambane, Maphungwane, Tikhuba.
- Tikhundla Mhlume: Mhlume, Simunye, Tabankulu, Tshaneni, Vuvulane.
- Tikhundla Mpholonjeni: Kashoba, Ndzangu, Ngcina.
- Tikhundla Nkilongo: Crooks, Gamula, Lunkufu, Mayaluka, Ngcampalala.
- Tikhundla Siphofaneni: Hlutse, Kamkhweli, Macetjeni, Madlenya, Maphilingo, Mphumakudze, Nceka, Ngevini, Tambuti.
- Tikhundla Sithobela: Luhlanyeni, Mamiza, Nkonjwa.
- Tikhundla Somntongo: Canerbury, Kavuma, Mabantaneni, Nkhanini, Sifuntaneni.

## Geografía

### Ciudades del distrito
| Ciudades de Lubombo | Ciudades de Lubombo | Ciudades de Lubombo |
| Nombre              | Población           | Año                 |
| ------------------- | ------------------- | ------------------- |
| Siteki              | 6.095               | 2010                |
| Big Bend            | 6.659               | 2010                |
| Mhlume              | 6.819               | 2010                |
| Mpaka               | 3.733               | 2010                |
| Ngomane             | 3.825               | 2010                |
| Nsoko               | 797                 | 2010                |
| Simunye             | 5.522               | 2010                |
| Tabankulu           | 2007                | 2010                |
| Tjaneni             | 1.536               | 2010                |
| Vuvulane            | 3.523               | 2010                |

## Demografía
| Población de Lubombo (1997-2010) | Población de Lubombo (1997-2010) | Población de Lubombo (1997-2010) |
| Año                              | Habitantes                       | % respecto a la nacional         |
| -------------------------------- | -------------------------------- | -------------------------------- |
| 1997                             | 198.109                          | 20,51%                           |
| 2007                             | 193.817                          | 20,32%                           |
| 2010                             | 194.217                          | 20,20%                           |